# Neobola
Neobola é um género de peixe actinopterígeo da família Cyprinidae.
Este género contém as seguintes espécies:
- Neobola bottegoi Vinciguerra, 1895
- Neobola fluviatilis (Whitehead, 1962)
- Neobola kinondo Bart, Schmidt, Nyingi & Gathua, 2019[2]
- Neobola nilotica F. Werner, 1919
- Neobola stellae (Worthington, 1932)